# Mark of the Blade
Mark of the Blade es el sexto álbum de estudio de la banda estadounidense de deathcore Whitechapel. Fue lanzado a través de Metal Blade Records el 24 de junio de 2016 con una recepción crítica mayoritariamente positiva. Es el primer álbum de Whitechapel en el que el vocalista principal Phil Bozeman interpreta voces agudas en las canciones "Bring Me Home" y "Decennium", y es el último álbum en el que aparece el baterista Ben Harclerode. El video musical de la canción "Elitist Ones" se lanzó el 24 de junio de 2016.

## Lista de canciones
| N.º | Título                       | Duración |  |
| 1.  | «The Void»                   | 4:08     |  |
| 2.  | «Mark of the Blade»          | 2:54     |  |
| 3.  | «Elitist Ones»               | 4:37     |  |
| 4.  | «Bring Me Home»              | 4:49     |  |
| 5.  | «Tremors»                    | 4:20     |  |
| 6.  | «A Killing Industry»         | 4:05     |  |
| 7.  | «Tormented»                  | 4:14     |  |
| 8.  | «Brotherhood» (instrumental) | 4:20     |  |
| 9.  | «Dwell in the Shadows»       | 4:02     |  |
| 10. | «Venomous»                   | 4:24     |  |
| 11. | «Decennium»                  | 6:11     |  |

## Posicionamiento en lista
| Lista (2016)                   | Posición |
| ------------------------------ | -------- |
| Alemania (Offizielle Top 100)  | 16       |
| Australian Albums (ARIA)       | 96       |
| Austria (Ö3 Austria)           | 36       |
| Bélgica (Ultratop Flandes)     | 124      |
| Bélgica (Ultratop Valonia)     | 165      |
| Estados Unidos (Billboard 200) | 72       |
| Suiza (Schweizer Hitparade)    | 64       |

## Personal
Whitechapel
- Phil Bozeman – voz
- Ben Savage – guitarra principal
- Alex Wade – guitarra rítmica
- Zach Householder – tercera guitarra
- Gabe Crisp – bajo
- Ben Harclerode – batería